# Willa's Wild Life
Willa's Wild Life è una serie televisiva animata franco-canadese prodotta da Nelvana e Futurikon, in collaborazione con YTV, TF1, Télétoon e Piwi, e tratta dal libro di Dan Yaccarino An Octopus Followed Me Home. Lo show è andato in onda in Canada su Discovery Kids dal 1 settembre 2008 e in Francia dal 17 febbraio 2010 su TF1.
La serie è inedita in Italia.

## Trama
Willa è una bambina di 9 anni, amante degli animali, e che ha adottato in casa sua una giraffa, due elefanti, un alligatore e svariati animali esotici. Trascorre con loro varie avventure e cerca di trovare nuove idee, che però si rivelano sempre catastrofiche. Grazie all'aiuto del padre, e il suo amore per gli animali, cerca di imparare nuove lezioni ed apprendere dai suoi errori.